# آگوستین مازیرو
آگوستین مازیرو (انگلیسی: Agustín Maziero؛ زادهٔ ۲۷ نوامبر ۱۹۹۷) بازیکن فوتبال اهل آرژانتین است.
از باشگاه‌هایی که در آن بازی کرده‌است می‌توان به باشگاه فوتبال روساریو سنترال اشاره کرد.